# Lacksjön
Lacksjön är en sjö i Falköpings kommun i Västergötland och ingår i Göta älvs huvudavrinningsområde. Sjön har en area på 0,106 kvadratkilometer och ligger 260,3 meter över havet.

## Delavrinningsområde
Lacksjön ingår i det delavrinningsområde (643112-137933) som SMHI kallar för Inloppet i Sandhemssjön. Medelhöjden är 256 meter över havet och ytan är 47,35 kvadratkilometer. Det finns inga delavrinningsområden uppströms utan avrinningsområdet är högsta punkten. Svartån som avvattnar avrinningsområdet har biflödesordning 3, vilket innebär att vattnet flödar genom totalt 3 vattendrag innan det når havet efter 353 kilometer. Delavrinningsområdet består mestadels av skog (68 procent) och jordbruk (11 procent). Avrinningsområdet har 0,11 kvadratkilometer vattenytor vilket ger det en sjöprocent på 0,2 procent. Bebyggelsen i området täcker en yta av 0,88 kvadratkilometer eller 2 procent av avrinningsområdet.